# 존경각
존경각(尊經閣)은, 조선의 최고 교육기관이었던 성균관의 부속 도서관이다. 

## 개요
성종(成宗) 6년(1475년)에 한명회의 건의로 건립되었으며, 한명회를 비롯한 대신들이 각자 소장하고 있던 책을 내놓은 것은 물론 성종 자신도 수만 권의 책을 하사하였다. 중종(中宗) 9년(1514년)에 화재로 소실되어 복원하였으나 임진왜란 때 다시 소실되고, 인조(仁祖) 4년(1626년)에 중건하고 영조(英祖) 48년(1772년)에 개수하였다.
기본 장서는 사서오경·제자백가 등 각종 역사서와 성리학 중심의 유가 서적 위주였다. 불교·도가와 기타 기술 서적은 소장하지 않았다. 장서의 분량은 존경각 건립 초기에는 수만 권에 달했으나, 잇단 전란과 재정의 부족으로 인해 점차 줄어들었다.
고종(高宗) 32년(1895년)에 성균관 학제 변경으로 경학과(經學科)가 설치됨에 따라 존경각이 근대 교육기관의 도서관으로 계승되었다. 그러나 일제에 의해 경성제국대학(현 서울대학교)이 설립되면서, 대부분의 도서를 강제로 빼앗기고 나머지를 성균관대학교 도서관으로 옮기게 되었다.
2000년 3월 1일 성균관대학교 동아시아학술원의 출범과 함께 본교 중앙도서관 고서실과 대동문화연구원 자료실을 통합하여 존경각을 개설하였는데, 이때 존경각이라는 이름이 여기에서 유래하였다. 한편 성균관대학교 홈페이지에서는 존경각을 '한국 최초의 대학 도서관'으로 소개하고 있다.

## 참고 문헌
- 《존경보장(尊經寶藏) - 존경각 귀중본 해제집》 - 성균관대학교동아시아학술원, 2025년

## 같이 보기
- 성균관